# 德塞瓦耶
德塞瓦耶（法語：Deux-Évailles，法語發音：[dø.z‿evaj]）是法国马耶讷省的一个旧市镇，原属拉瓦勒区。2019年，德塞瓦耶与邻近的3个市镇合并为新市镇蒙叙尔，改属马耶讷区。

## 地理
德塞瓦耶（48°11'28"N, 0°31'36"W）面积11.93 平方千米，位于法国卢瓦尔河地区大区马耶讷省，该省份为法国西北部内陆省份，北起芒什省和奧恩省，西接伊勒-维莱讷省，南至曼恩-卢瓦尔省，东临萨尔特省。
与德塞瓦耶接壤的市镇（或旧市镇、城区）包括：布雷、瑞布兰、梅藏热、蒙图尔捷、诺村、圣旺德瓦隆。
德塞瓦耶的时区为UTC+01:00、UTC+02:00（夏令时）。

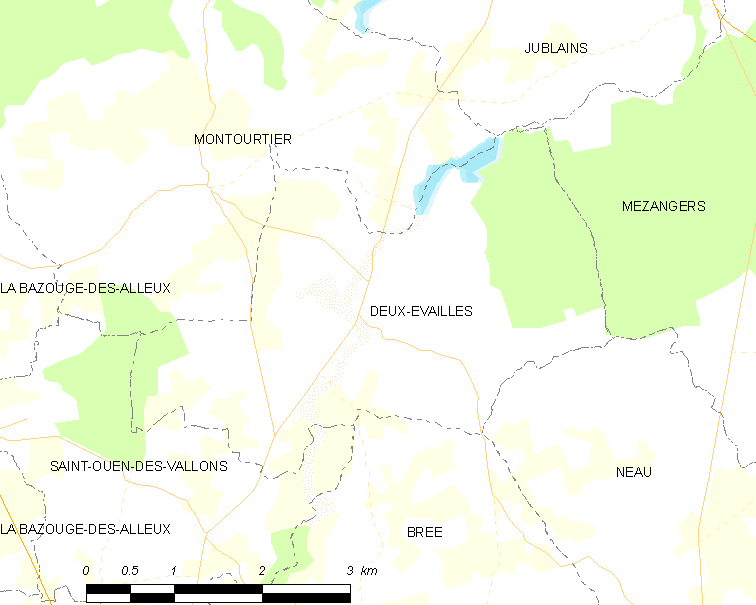
德塞瓦耶的OSM定位图

## 行政
德塞瓦耶的邮政编码为53150，INSEE市镇编码为53092。

## 政治
德塞瓦耶所属的省级选区为埃夫龙县。

## 人口

1962-2008年间德塞瓦耶人口变化图示

德塞瓦耶于2018年1月1日时的人口数量为198人。